# Узкий (Секретные материалы)
«Узкий» (англ. «Squeeze») — третий эпизод первого сезона сериала «Секретные материалы», главные герои которого, агенты ФБР Фокс Малдер (Дэвид Духовны) и Дана Скалли (Джиллиан Андерсон), расследуют сложно поддающиеся научному объяснению преступления.
В данном эпизоде Малдер и Скалли расследуют серию жестоких убийств, совершённых кем-то, способным добираться до своих жертв через вентиляционные трубы и другие узкие коммуникации. Агенты приходят к выводу, что убийства совершает генетический мутант по имени Юджин Тумс, который выходит на охоту каждые 30 лет. «Узкий» стал первым эпизодом «Секретных материалов» в категории «монстр недели» — эпизодом, не связанным с основной «мифологией сериала», заданной в пилотной серии.
Создание эпизода сопровождалось многочисленными трудностями. Конфликт режиссёра Гарри Лонгстрита с другими членами съёмочной группы привёл к тому, что Лонгстрит был уволен до окончания съёмок и некоторые сцены не были отсняты так, как это предполагал сценарий. В результате большая нагрузка легла на команду, занимавшуюся обработкой снятого материала в постпроизводственный период. Несмотря на это, «Узкий» получил восторженные отзывы критиков, которые большей частью обращали внимание на актёрскую игру Хатчисона и созданный им образ. Газета «The Star» описала серию как эпизод, который «действительно „продал“ «Секретные материалы» широким массам».
В конце первого сезона эпизод получил продолжение, в ходе которого в деле Юджина Тумса была окончательно поставлена точка.

## Содержание
В Балтиморе бизнесмен Джордж Ашер вечером направляется в свой офис после неудачной деловой встречи. За ним в это время кто-то наблюдает из дождевой канализации, после чего проникает в здание, куда зашёл Ашер, через шахту лифта. Зайдя в свой кабинет, Ашер гибнет от атаки неизвестного, который покидает офис через узкую вентиляционную трубу, закрутив шурупы решётки с обратной стороны.
Бывший однокашник Даны Скалли по академии ФБР, агент Том Колтон, просит у Скалли помощи в расследовании трёх убийств, по ходу которых у жертв голыми руками была вырвана печень. Колтон в растерянности, потому что все жертвы были найдены в хорошо охраняемых или запертых изнутри помещениях.
Малдер, привлечённый к делу, несмотря на недовольство Колтона, находит удлинённые отпечатки пальца на узкой вентиляционной решётке в кабинете Ашера. Такие же удлинённые отпечатки Малдер видел в архивных «секретных материалах» по делам серийных убийств, произошедших в 1933 и 1963 годах. Поскольку в предыдущие годы совершалось по пять убийств, Малдер заключает, что в этом году должно произойти ещё два.
Используя психологический профиль убийцы, созданный Скалли, ФБР начинает слежку за местами, где происходили недавние убийства, в надежде, что убийца может туда вернуться. В здании, где был убит Ашер, агенты арестовывают работника балтиморского департамента по контролю над животными по имени Юджин Тумс, когда тот выползает из вентиляционной трубы. Тумс успешно проходит тест на детекторе лжи, за исключением вопросов Малдера, которые начальство отвергает как не имеющие смысла (например, вопрос «вам больше 100 лет?»), и подозреваемого освобождают. Ночью Тумс убивает мужчину, забравшись к нему в дом через дымовую трубу камина.
С использованием компьютерной программы Малдер растягивает отпечатки пальцев Тумса, выяснив, что они совпадают с отпечатками, найденными в кабинете Ашера, и с отпечатками в делах начиная с 1933 года. Скалли связывается с Фрэнком Бриггсом, шерифом, который расследовал пять убийств в 1933 году. Бриггс описывает, как он вёл следствие, и говорит, что всегда верил, но не мог доказать, что это всё совершал именно Тумс. На фотографиях, сделанных Бриггсом в 1963 году, Тумс внешне выглядит так же, как и в 1993-м.
Изучив большое количество архивных документов, Малдер и Скалли приходят в пустое, заброшенное здание, где Тумс значился проживавшим в 1903 году и где в тот год был убит его сосед. Об этом же доме им говорит Бриггс. В комнате Тумса они обнаруживают дыру в стене, которая ведёт в тёмный подвал, где находится свитое из обрывков газет и тряпок огромное гнездо. Рядом стоят безделушки — трофеи, украденные Тумсом у своих жертв. Малдер развивает теорию о том, что Тумс может быть генетическим мутантом, который каждые 30 лет уходит в спячку, а печени убитых им людей поддерживают его силы в этот период. Решив организовать слежку за зданием, агенты уходят, а Тумс, прятавшийся в это время на водопроводных трубах под потолком, незаметно срывает с шеи Скалли цепочку с украшением. Малдер остается следить за зданием, и утром его сменяют другие агенты, но позже их отзывает Колтон, считая, что слежка бессмысленна. Скалли ссорится с Колтоном и решает написать на него жалобу.
Вечером Малдер приезжает в заброшенное здание, но не обнаруживает машины с агентами. Внутри он находит цепочку Скалли рядом с другими трофеями Тумса. Малдер спешит в квартиру Скалли и находит её борющейся с Тумсом, который пролез внутрь через вентиляционную трубу. Агентам удаётся приковать Тумса наручниками к ванне. Мутант помещен в тюрьму для психически больных, где начинает вить себе из газет новое гнездо. Малдер информирует Скалли о результатах анализов Тумса, выявивших аномальное развитие скелета и мышц, а также стремительно снижающийся уровень метаболизма. Агенты уходят, а санитар приносит в камеру Тумсу поднос с едой. Тумс смотрит на окошко для раздачи пищи и ухмыляется.

## Создание

### Предпроизводственный период

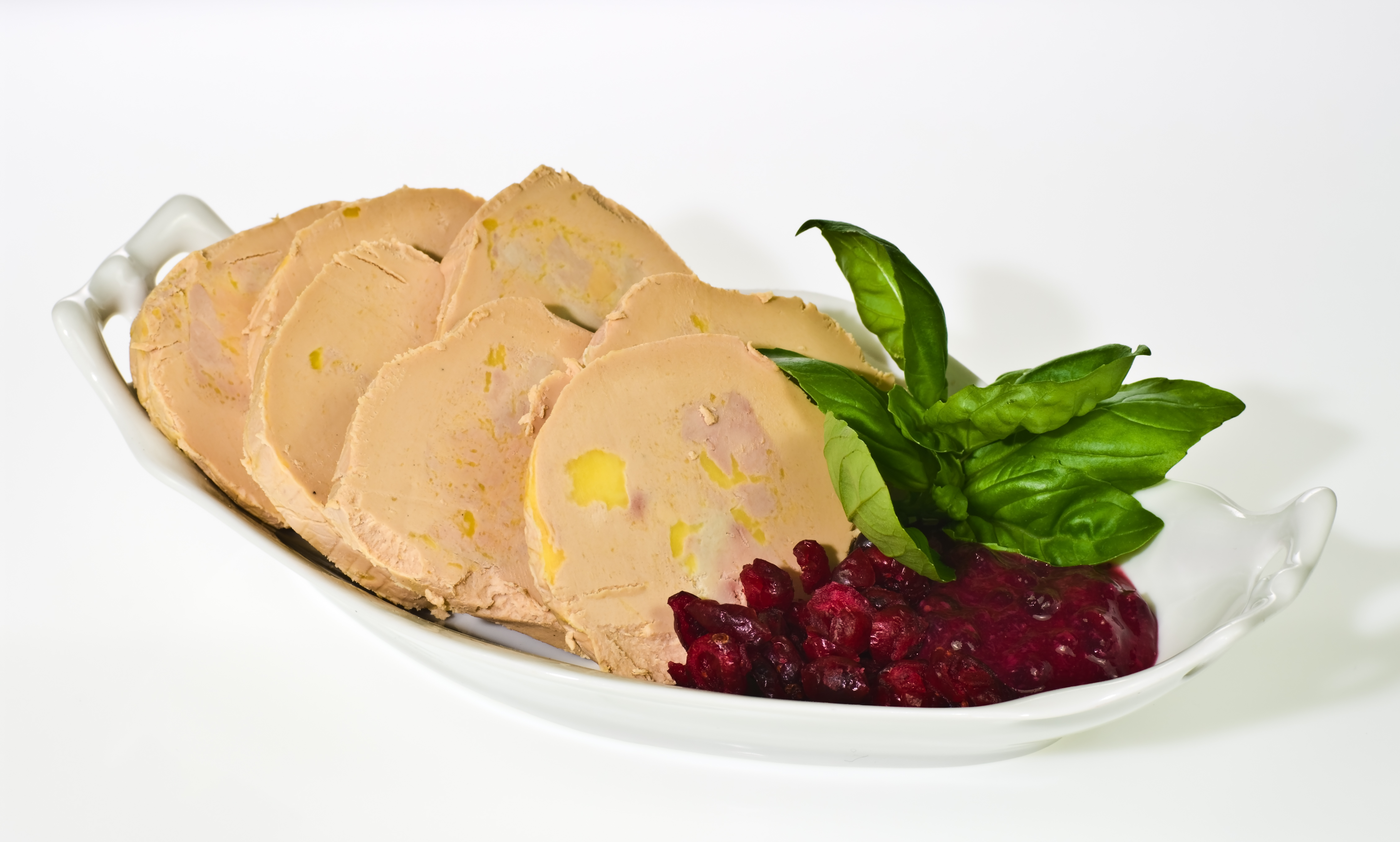
Идея поедания человеческой печени Тумсом пришла на ум создателю сериала Крису Картеру после того, как он попробовал фуа-гра

После двух эпизодов, сосредоточенных вокруг событий, которые позже станут одной из его основных сюжетных линий и получат название «мифология сериала», «Узкий» стал первой серией, посвящённой другому паранормальному явлению. Данный вид эпизодов впоследствии получил название «монстр недели», так как «Секретные материалы» транслировались раз в неделю, и подобные эпизоды редко получали продолжение. Создатель сериала Крис Картер посчитал, что шоу не сможет долго удерживать внимание зрителя, если будет фокусироваться исключительно на тематике пришельцев.
Идея убийцы, пробирающегося к жертвам через коммуникации, возникла у авторов сценария Глена Моргана и Джеймса Вонга при виде шахты лифта, находившегося снаружи их кабинета. Хотя эпизод содержит параллели со вторым эпизодом сериала «Колчак: Ночной сталкер» под названием «Ночной душитель», где мужчина совершает убийства каждый 21 год, Морган и Вонг утверждали, что черпали вдохновение в историях о серийных убийцах Джеке-потрошителе и Ричарде Рамиресе. Мысль же о злодее, поедающем печень жертв, предложил Крис Картер после того, как побывал во Франции, где впервые попробовал фуа-гра. Идея гнезда, которое Тумс использовал для спячки, пришла от Моргана и Вонга — они рассчитывали, что если мутант останется непойманным, его можно будет вернуть в сериал позже.
На роль Тумса был утверждён 33-летний актёр Даг Хатчисон, хотя изначально продюсеры сочли его слишком молодо выглядящим. Глен Морган сказал, что Хатчисон «выглядит на 12 лет». Однако Хатчисон сумел произвести на них впечатление благодаря умению внезапно переходить из нормального состояния в агрессивное. Сам актёр заявил, что брал пример с образа Ганнибала Лектера, воплощённого на экране Энтони Хопкинсом в фильме «Молчание ягнят».

### Съёмки
Натурные съёмки первой сцены проходили возле улицы Гастингс в Ванкувере. Там же снимались кадры возле «дома Тумса». Когда необходимо было снять кадры, как Тумс наблюдает за Ашером из дождевой канализации, съёмочная группа прибыла на место слишком поздно, и на улице уже было много прохожих. Команде сериала пришлось импровизировать, наняв работавших неподалёку строителей в качестве охраны, чтобы ограничить попадание посторонних лиц в кадр. Съёмки сцены с поимкой Тумса при выползании из вентиляционной трубы в офисном здании должны были проходить на большой многоэтажной парковке, но для этого постройку требовалось занавесить, чтобы сымитировать ночь. Во избежание затрат на нижнем этаже парковки была построена копия нужной части вентиляции. Съёмки возле квартиры Скалли также были осуществлены в Ванкувере, там же, где были отсняты кадры пилотной серии. В дальнейшем съёмки в этом месте не проводились из-за ограниченного количества доступных ракурсов: большая часть обратных точек неизбежно показывало большую парковку через дорогу, что не устраивало создателей.
По словам Глена Моргана, съёмки были очень трудными, и эпизод был «спасён в пост-производстве». Соавтор сценария Джеймс Вонг был разочарован работой режиссёра Гарри Лонгстрита, заявив, что тот «не уважает сценарий». Лонгстрит не снял одну из сцен, прописанных в сценарии, а снятые сцены не продублировал с других углов, как было необходимо. Вонг вместе с другим режиссёром Майлом Кейтльманом был вынужден переснять некоторые сцены и доснять отсутствовавшую, чтобы завершить съёмки. Хатчисон также испытывал трудности с Лонгстритом, называя его требования к игре актёра «издевательскими». Дэвид Духовны тоже не сошёлся с режиссёром во мнении, как должен вести себя Фокс Малдер. Духовны отмечал, что "режиссёр хотел, чтобы я был зол на этого ужасного серийного убийцу. Я же думал: «Нет, это удивительное открытие! Его нельзя порицать морально, потому что [его поступки] обусловлены генетически. Я никого не осуждаю».

### Пост-производственный период
Для кадра, где Тумс проползает через дымовую трубу, продюсеры наняли конторсиониста — акробата, специализирующегося на изгибании тела в необычные формы. Дымоход, по описанию создателей, был «больше ремнём, чем трубой» и на самом деле был значительно больше, чем казалось на экране. Компьютерная графика позволила вытянуть пальцы на руках акробата в кадре. Продюсер Боб Гудвин поначалу не верил, что акробат сможет протиснуться в трубу и просто будет выполнять функции каскадёра-двойника, однако тому удалось полностью залезть внутрь. Производственной команде потребовалось лишь добавить в кадр звук хрустящих суставов.
Сцена, в которой Тумс проникает в квартиру Скалли, была снята при помощи хромакея. Кадры с актёром были совмещены с изображением более узкого отверстия, через которое якобы вылезает Тумс. Спецэффекты в кадрах с Хатчисоном были сведены к минимуму, так как Крис Картер и мастер по спецэффектам, Мэтт Бек, решили, что «меньше — это больше» и «намёка на сверхъестественное — будет достаточно».

## Анализ
Хотя прямого влияния на основную сюжетную линию сериала «Узкий» не оказал, эпизод ввёл некоторые ключевые тематические элементы. Критики описали серию как «эпизод, где Дана Скалли должна открыто выбрать сторону». По замыслу создателей, Скалли изначально была приписана к Малдеру, чтобы опровергать с научной точки зрения его выводы и, в итоге, дискредитировать работу своего напарника. В эпизодах «Пилот» и «Глубокая Глотка» Скалли ещё балансирует между порученными ей обязанностями и защитой Малдера, осторожно формулируя отчёты для начальства и даже спасая его от военных. В «Узком» же конфликт с бывшим однокашником Колтоном заставляет Скалли окончательно выбрать между Малдером и карьеризмом. Подобное неблагоприятное развитие отношений с Колтоном и другими коллегами, чьи мировоззрения представляют «корпоративно приемлемые модели реальности», ограничивает карьерные перспективы Скалли в ФБР.
Авторы книги «The Philosophy of The X-Files» (рус. «Философия Секретных материалов») — Марк Питерсон, Ричард Флэннери, Дэвид Лузеки и Дин Ковальски — предположили, что враждебность между представителями разных групп внутри ФБР является не «не эпистемологической, а политической» проблемой. Малдер и Скалли вынуждены искать равновесие между поисками «правды» и необходимостью доводить уголовные дела до логического конца, как этого требует их работа. Авторы описывают это как баланс «между поиском правды и поиском доказательств, необходимых для обоснования обвинения в суде», соответствующий предполагаемой позицией ФБР времён съёмки сериала. ФБР считало своей обязанностью поиск неопровержимых доказательств для осуществления уголовных преследований, что вызывало разочарование общественности, которая ожидала от организации объективности и аполитичности, «поскольку люди ошибочно считают, что суд создан, чтобы устанавливать правду».

## Эфир и рейтинги
«Узкий» вышел в эфир на телеканале Fox 24 сентября 1993 года. Примерно количество зрителей, смотревших первый показ, оценивается в 11,1 миллиона человек. По шкале Нильсена «Узкий» получил рейтинг 7,2 с 13-процентной долей. Это означает, что из 7,2 процента всех работавших в тот вечер в домохозяйствах США телевизоров 13 процентов были настроены на премьеру эпизода.

## Отзывы

В конце первого сезона эпизод получил продолжение, в ходе которого в деле Юджина Тумса была окончательно поставлена точка.

Глен Морган остался очень доволен работой Хатчисона, назвав актёра «тузом в рукаве», а исполнение роли Тумса — «выдающимся». Позже Морган выступил автором сценария эпизода «Тумс», являющегося логическим продолжением «Узкого». Хатчисон написал приквел к «Узкому» под названием «Dark He Was and Golden-Eyed» (рус. Был он смуглым и златоглазым) и отправил его Картеру, но сценарий был возвращён ему непрочитанным по юридическим причинам. Тем не менее, отсылки к персонажу не раз встречались в сериале в дальнейшем. Например, в эпизоде «Рассеянный свет» по сценарию Винса Гиллигана присутствует несколько ироничная отсылка к Тумсу: когда из закрытого изнутри гостиничного номера исчезает постоялец, обычно скептичная Скалли первой идёт осматривать вентиляционную решётку в комнате. Кроме того, в мини-сериале, выпущенном более чем через 20 лет с момента выхода «Узкого», одним из первых на экране появляется изображение Тумса.
От критиков «Узкий» заслужил преимущественно положительные отзывы. «Entertainment Weekly» оценил эпизод на 3,5 балла по 4-балльной шкале, охарактеризовав серию как «важный эпизод», тогда как персонаж Хатчисона был назван «вызывающим отвращением до глубины души». Роберт Ширман и Ларс Пирсон в книге «Wanting to Believe: A Critical Guide to The X-Files, Millennium & The Lone Gunmen» (рус. «Желая верить: Критический путеводитель по „Секретным материалам“, „Тысячелетию“ и „Одиноким стрелкам“») оценили эпизод на четыре звезды из пяти, сказав, что подоплёка эпизода стала первой в сериале, которая не полагалась на «общепринятые городские легенды». По мнению авторов, абсурдный сюжет подаётся через предположения героев, оставляя демонстрацию возможностей Тумса до того момента, когда зритель психологически готов «поверить в эту абсурдность». Однако Ширман и Пирсон сочли диалог Бриггса, сравнивающий преступления Тумса с Холокостом, «не только ненужным, но и откровенно безвкусным».
Кит Фиппс в статье для «The A.V. Club» похвалил эпизод, присвоив ему 3,75 балла по 4-балльной шкале, и подчеркнул, что эта роль сделала Хатчисона весьма востребованным актёром для воплощения пугающих персонажей. Фиппс посчитал кульминационную сцену в квартире Скалли «делающей весь эпизод», отметив «реальное чувство опасности», несмотря на очевидность того, что со Скалли как с главным персонажем ничего не случится.
Статья в «Vancouver Sun» от 2008 года назвала «Узкий» одним из лучших самостоятельных эпизодов «Секретных материалов». Газета написала, что «Секретные материалы стали известны благодаря жутким „монстрам недели“, а «Узкий» был тем самым, который положил этому начало», и, что вместе с «Тумсом» «Узкий» «остаётся одной из самых страшных вещей, показанных по телевидению». В том же году в статье для малайзийской газеты «The Star» за авторством Мумтадж Бигам было написано, что «Узкий» стал тем «эпизодом, который „продал“ идею „Секретных материалов“ широким массам», а сама серия была названа «попросту гениальной». Аналогичного мнения придерживается автор книги «PopLit, PopCult and The X-Files: A Critical Exploration» (рус. Поп-лит, поп-культ и „Секретные материалы“: Критическое исследование) Ян Делсара. Писатель назвал «Узкий» первым эпизодом «Секретных материалов» в жанре ужасов, впоследствии ставшим одной из определяющих характеристик сериала. «Узкий» даже получил новую жизнь в литературе: сюжет эпизода был адаптирован для романа Эллен Стайбер с одноимённым названием.
Отдельное внимание критиков привлёк сам Юджин Тумс. Обозреватель IGN, Кристин Сегерс, поставила Хатчисона на четвёртое место в десятке лучших гостевых актёров сериала, написав: «Даже когда он вроде бы ничего не делает, Хатчинсон всё равно может заставить вашу кожу шевелиться своим мёртвым, акулоподобным взглядом». Журналист «PopMatters», Конни Оугл, включила Тумса в список лучших монстров сериала, тогда как внештатный колумнист Entertainment Weekly Нил Гайман в юбилейном, 1000-м выпуске издания назвал Тумса одним из своих любимых монстров. «UGO Networks» включила персонажа в список «Лучших серийных убийц на ТВ», назвав Хатчисона «убер-жутким».